# Carol Herman
Carol Herman (...) è un'attrice e doppiatrice statunitense.

## Filmografia

### Cinema
- Don: Plain & Tall, regia di Scott Peters (2003)
- Freaky Deaky, regia di Charles Matthau (2012)
- Bella dolce Baby Sitter (Sitter Cam), regia di Nancy Leopardi (2014)
- The Happys, regia di Tom Gould e John Serpe (2016)

### Televisione
- Precious Meadows, regia di Sean K. Lambert - film TV (2008)
- Aiutami Hope! (Raising Hope) - serie TV, un episodio (2014)
- Better Call Saul  - serie TV, 4 episodi (2015-2017)
- The Good Place - serie TV, un episodio (2018)
- Brooklyn Nine-Nine - serie TV, un episodio (2018)
- Life in Pieces - serie TV, un episodio (2019)